# Megadicylus
Megadicylus is een geslacht van vliesvleugeligen uit de familie Pteromalidae. De wetenschappelijke naam van dit geslacht is voor het eerst geldig gepubliceerd in 1929 door Girault.

## Soorten
Het geslacht Megadicylus is monotypisch en omvat slechts de volgende soort:
- Megadicylus dubius (Girault, 1917)